# Vuelta a España 2024/19. Etappe
Die 19. Etappe der Vuelta a España 2024 fand am 6. September 2024 statt. Sie endete mit der achten Bergankunft der 79. Austragung des spanischen Etappenrennens. Die Strecke führte von Logroño über 173,2 Kilometern auf die Alto de Moncalvillo, wo sich das Ziel auf einer Höhe von 1491 Metern befand. Nach der Etappe hatten die Fahrer 3104,8 Kilometer absolviert, was 94,04 % der Gesamtdistanz entspricht.
Der Etappensieg ging an Primož Roglič (Red Bull–Bora–Hansgrohe), der zugleich das Rote Trikot übernahm. Der Slowene setzte sich im Schlussanstieg rund fünf Kilometer vor dem Ziel ab und gewann mit einem Vorsprung von 46 Sekunden vor David Gaudu (Groupama-FDJ) und Mattias Skjelmose Jensen (Lidl-Trek).

## Streckenverlauf
Nach dem offiziellen Start führte die Strecke auf flachen Straßen entlang des Ebro nach Haro, ehe es leicht ansteigend über Cuzcurrita de Río Tirón nach Belorado ging. Bei Fresneda de la Sierra Tirón begann der offizielle Anstieg auf den Puerto de Pradilla (1230 m), der nach 94,3 Kilometern, etwa zur Hälfte der Renndistanz erreicht wurde und als Bergwertung der 3. Kategorie klassifiziert worden war. Weiters wurden auf der Passhöhe Zeitbonifikationen vergeben, ehe es bergab nach Santo Domingo de la Calzada ging. Über Berceo ging es im Anschluss meist flach nach Ventosa, wo 14,2 Kilometer vor dem Ziel der einzige Zwischensprint ausgefahren wurde. Kurz darauf begann die Schlusssteigung in Hornos de Moncalvillo.
Die Auffahrt auf die Alto de Moncalvillo wies auf einer Länge von 8,6 Kilometern eine durchschnittliche Steigung von 8,9 % auf. Auf der zweiten Hälfte wurden zudem Kilometerschnitt jenseits der 10 %-Marke erreicht. Weiters mussten Rampen von bis zu 16 % absolviert werden. Das Ziel befand sich auf einer Höhe von 1491 Metern. Hier wurde eine Bergwertung der 1. Kategorie abgenommen.
|                            | Ort                 | Kilometer | Länge (km) | Höhe (m) | Ø Steigung | max. Steigung |
| -------------------------- | ------------------- | --------- | ---------- | -------- | ---------- | ------------- |
| neutralisierter Start      | Logroño             | -6,8      |            |          |            |               |
| offizieller Start          | LO-20               | 0         |            |          |            |               |
| Bergwertung (3. Kategorie) | Puerto de Pradilla  | 94,3      | 5,2        | 1230     | 4,8 %      |               |
| Bonussprint                | Puerto de Pradilla  | 94,3      |            |          |            |               |
| Zwischensprint             | Ventosa             | 159       |            |          |            |               |
| Bergwertung (1. Kategorie) | Alto de Moncalvillo | 173,2     | 8,6        | 1491     | 8,9 %      | 16 %          |
| Ziel                       | Alto de Moncalvillo | 173,2     |            |          |            |               |

## Rennverlauf
Nachdem es in der frühen Rennphase zu mehreren Angriffen gekommen war, formierte sich nach rund 40 Kilometern eine fünf Fahrer umfassende Ausreißergruppe, in der Isaac Del Toro (UAE Team Emirates), Vito Braet, Simone Petilli (beide Intermarché-Wanty), Fran Miholjević (Bahrain Victorious) und Edward Planckaert (Alpecin-Deceuninck) vertreten waren. Die Gruppe fuhr einen maximalen Vorsprung von rund fünf Minuten heraus.
Im Hauptfeld kam Jay Vine (UAE Team Emirates), der Zweitplatzierte der Bergwertung, zu Sturz, wobei er das Rennen fortsetzen konnte. Die erste Bergwertung des Tages auf dem Puerto de Pradilla gewann der Kroate Fran Miholjević, der sich vor Isaac Del Toro und Edward Planckaert die meisten Punkte sicherte. Das Trio holte sich zudem die Zeitgutschriften. Rund 50 Kilometer vor dem Ziel ließ sich Vito Braet ins Hauptfeld zurückfallen, da der Vorsprung der Ausreißer massiv geschrumpft war. Seine Fluchtkollegen sicherten sich noch die meisten Punkte beim Zwischensprint, ehe Fran Miholjević als letzter Fahrer rund acht Kilometer vor dem Ziel eingeholt wurde.
Im Schlussanstieg schlug das Red-Bull-Bora-hansgrohe-Team ein hohes Tempo an. Rund sechs Kilometer vor dem Ziel ließ Florian Lipowitz (Red Bull–Bora–Hansgrohe) die Lücke zu seinem Kapitän Primož Roglič aufgehen, der zu diesem Zeitpunkt hinter seinen Helfern Daniel Felipe Martínez und Alexander Wlassow fuhr. In weiterer Folge konnte das Trio einen kleinen Vorsprung herausfahren, während sich die anderen Gesamtklassement-Fahrer in einem flacheren Abschnitt beäugten. Nachdem Daniel Felipe Martínez und Alexander Wlassow ihre Arbeit getan hatten, absolvierte Primož Roglič die letzten fünf Kilometer als Solist und gewann seine insgesamt 15. Vuelta-a-España-Etappe. Dahinter kam es immer wieder zu Angriffen durch Enric Mas (Movistar) und Richard Carapaz (EF Education-EasyPost), wobei sich Ersterer 3,5 Kilometer vor dem Ziel von den restlichen Gesamtklassement-Fahrern absetzen konnte. Der Spanier wurde jedoch auf den letzten Metern von David Gaudu (Groupama-FDJ) und Mattias Skjelmose Jensen (Lidl-Trek) eingeholt und belegte den vierten Etappenrang mit einem Rückstand von 50 Sekunden. Dahinter folgten Mikel Landa (Soudal Quick-Step), Carlos Rodríguez (Ineos Grenadiers), Eddie Dunbar (Jayco AlUla) und Sepp Kuss (Visma-Lease a Bike) mit kleineren Abständen, ehe Richard Carapaz den Zielstrich als Neunter mit einem Rückstand von einer Minute und drei Sekunden überquerte. Hinter Florian Lipowitz und Matthew Riccitello (Israel-Premier Tech) folgte Ben O’Connor (Decathlon AG2R La Mondiale), wobei er als Zwölfter eine Minute und 49 Sekunden gegenüber Primož Roglič einbüßte und so das Rote Trikot nach 13 Tagen abgeben musste. Den Großteil der Zeit verlor er auf dem letzten Kilometer, auf dem er von den restlichen Gesamtklassement-Fahrern distanziert wurde.
In der Gesamtwertung liegt Primož Roglič nun bereits eine Minute und 54 Sekunden vor Ben O’Connor. Dahinter folgen Enric Mas und Richard Carapaz mit Rückständen von zwei Minuten und 20 Sekunden bzw. zwei Minuten und 54 Sekunden. Hinter David Gaudu rückte Mattias Skjelmose Jensen auf den sechsten Gesamtrang vor und übernahm somit das Weiße Trikot des besten Nachwuchsfahrers von Carlos Rodríguez, wobei der Spanier nur acht Sekunden zurückliegt. Weiter verdrängte Mikel Landa den Franzosen Pavel Sivakov (UAE Team Emirates) auf den zehnten Gesamtrang. Sowohl in der Punktewertung als auch in der Bergwertung verteidigten Kaden Groves (Alpecin-Deceuninck) bzw. Marc Soler (UAE Team Emirates) ihre Führung. Der 20-jährige Isaac Del Toro wurde zum aktivsten Fahrer gewählt, während seine Mannschaft, das UAE Team Emirates, die Führung in der Mannschaftswertung verteidigte. Alle 139 gestarteten Fahrer erreichten das Ziel.

## Ergebnis
| \| Etappenergebnis \| Etappenergebnis \| Etappenergebnis \| Etappenergebnis \| Etappenergebnis \| \| Fahrer \| Fahrer \| Land \| Team \| Zeit \| \| --------------- \| ----------------- \| ------------------ \| -------------------------- \| --------------- \| \| 1. \| Primož Roglič \| Slowenien \| Red Bull-Bora-Hansgrohe \| 3 h 54 min 55 s \| \| 2. \| David Gaudu \| Frankreich \| Groupama-FDJ \| + 46 s \| \| 3. \| Mattias Skjelmose \| Dänemark \| Lidl-Trek \| + 46 s \| \| 4. \| Enric Mas \| Spanien \| Movistar Team \| + 50 s \| \| 5. \| Mikel Landa \| Spanien \| Soudal Quick-Step \| + 57 s \| \| 6. \| Carlos Rodríguez \| Spanien \| Ineos Grenadiers \| + 57 s \| \| 7. \| Eddie Dunbar \| Irland \| Team Jayco AlUla \| + 1 min 01 s \| \| 8. \| Sepp Kuss \| Vereinigte Staaten \| Team Visma \\| Lease a Bike \| + 1 min 01 s \| \| 9. \| Richard Carapaz \| Ecuador \| EF Education-EasyPost \| + 1 min 03 s \| \| 10. \| Florian Lipowitz \| Deutschland \| Red Bull-Bora-Hansgrohe \| + 1 min 23 s \| |                   |                    |                            |                 |
| |                   |                    |                            |                 |
| Quelle: ProCyclingStats |                   |                    |                            |                 |
| Etappenergebnis |                   |                    |                            |                 |
| Fahrer | Fahrer            | Land               | Team                       | Zeit            |
| 1. | Primož Roglič     | Slowenien          | Red Bull-Bora-Hansgrohe    | 3 h 54 min 55 s |
| 2. | David Gaudu       | Frankreich         | Groupama-FDJ               | + 46 s          |
| 3. | Mattias Skjelmose | Dänemark           | Lidl-Trek                  | + 46 s          |
| 4. | Enric Mas         | Spanien            | Movistar Team              | + 50 s          |
| 5. | Mikel Landa       | Spanien            | Soudal Quick-Step          | + 57 s          |
| 6. | Carlos Rodríguez  | Spanien            | Ineos Grenadiers           | + 57 s          |
| 7. | Eddie Dunbar      | Irland             | Team Jayco AlUla           | + 1 min 01 s    |
| 8. | Sepp Kuss         | Vereinigte Staaten | Team Visma \| Lease a Bike | + 1 min 01 s    |
| 9. | Richard Carapaz   | Ecuador            | EF Education-EasyPost      | + 1 min 03 s    |
| 10. | Florian Lipowitz  | Deutschland        | Red Bull-Bora-Hansgrohe    | + 1 min 23 s    |

## Gesamtstände
| \| Gesamtwertung \| Gesamtwertung \| Gesamtwertung \| Gesamtwertung \| Gesamtwertung \| \| Fahrer \| Fahrer \| Land \| Team \| Zeit \| \| ------------- \| ----------------- \| ------------- \| -------------------------- \| ---------------- \| \| 1. \| Primož Roglič \| Slowenien \| Red Bull-Bora-Hansgrohe \| 76 h 43 min 36 s \| \| 2. \| Ben O’Connor \| Australien \| Decathlon-AG2R La Mondiale \| + 1 min 54 s \| \| 3. \| Enric Mas \| Spanien \| Movistar Team \| + 2 min 20 s \| \| 4. \| Richard Carapaz \| Ecuador \| EF Education-EasyPost \| + 2 min 54 s \| \| 5. \| David Gaudu \| Frankreich \| Groupama-FDJ \| + 4 min 33 s \| \| 6. \| Mattias Skjelmose \| Dänemark \| Lidl-Trek \| + 4 min 47 s \| \| 7. \| Carlos Rodríguez \| Spanien \| Ineos Grenadiers \| + 4 min 55 s \| \| 8. \| Florian Lipowitz \| Deutschland \| Red Bull-Bora-Hansgrohe \| + 5 min 55 s \| \| 9. \| Mikel Landa \| Spanien \| Soudal Quick-Step \| + 6 min 40 s \| \| 10. \| Pavel Sivakov \| Frankreich \| UAE Team Emirates \| + 7 min 39 s \| |                   |             |                            |                  |
| |                   |             |                            |                  |
| Quelle: ProCyclingStats |                   |             |                            |                  |
| Gesamtwertung |                   |             |                            |                  |
| Fahrer | Fahrer            | Land        | Team                       | Zeit             |
| 1. | Primož Roglič     | Slowenien   | Red Bull-Bora-Hansgrohe    | 76 h 43 min 36 s |
| 2. | Ben O’Connor      | Australien  | Decathlon-AG2R La Mondiale | + 1 min 54 s     |
| 3. | Enric Mas         | Spanien     | Movistar Team              | + 2 min 20 s     |
| 4. | Richard Carapaz   | Ecuador     | EF Education-EasyPost      | + 2 min 54 s     |
| 5. | David Gaudu       | Frankreich  | Groupama-FDJ               | + 4 min 33 s     |
| 6. | Mattias Skjelmose | Dänemark    | Lidl-Trek                  | + 4 min 47 s     |
| 7. | Carlos Rodríguez  | Spanien     | Ineos Grenadiers           | + 4 min 55 s     |
| 8. | Florian Lipowitz  | Deutschland | Red Bull-Bora-Hansgrohe    | + 5 min 55 s     |
| 9. | Mikel Landa       | Spanien     | Soudal Quick-Step          | + 6 min 40 s     |
| 10. | Pavel Sivakov     | Frankreich  | UAE Team Emirates          | + 7 min 39 s     |

| Punktewertung | Punktewertung   | Punktewertung          | Punktewertung             | Punktewertung |
| Fahrer        | Fahrer          | Land                   | Team                      | Punkte        |
| ------------- | --------------- | ---------------------- | ------------------------- | ------------- |
| 1.            | Kaden Groves    | Australien             | Alpecin-Deceuninck        | 226 P.        |
| 2.            | Max Poole       | Vereinigtes Königreich | Team dsm-firmenich PostNL | 118 P.        |
| 3.            | Pablo Castrillo | Spanien                | Equipo Kern Pharma        | 117 P.        |
| 4.            | Primož Roglič   | Slowenien              | Red Bull-Bora-Hansgrohe   | 108 P.        |
| 5.            | Pavel Bittner   | Tschechien             | Team dsm-firmenich PostNL | 106 P.        |
| 6.            | Mathias Vacek   | Tschechien             | Lidl-Trek                 | 100 P.        |
| 7.            | Marc Soler      | Spanien                | UAE Team Emirates         | 98 P.         |
| 8.            | Harold Tejada   | Kolumbien              | Astana Qazaqstan Team     | 95 P.         |
| 9.            | Mauro Schmid    | Schweiz                | Team Jayco AlUla          | 89 P.         |
| 10.           | Enric Mas       | Spanien                | Movistar Team             | 85 P.         |

| Bergwertung | Bergwertung       | Bergwertung            | Bergwertung             | Bergwertung |
| Fahrer      | Fahrer            | Land                   | Team                    | Punkte      |
| ----------- | ----------------- | ---------------------- | ----------------------- | ----------- |
| 1.          | Marc Soler        | Spanien                | UAE Team Emirates       | 57 P.       |
| 2.          | Jay Vine          | Australien             | UAE Team Emirates       | 56 P.       |
| 3.          | Pablo Castrillo   | Spanien                | Equipo Kern Pharma      | 37 P.       |
| 4.          | Primož Roglič     | Slowenien              | Red Bull-Bora-Hansgrohe | 28 P.       |
| 5.          | Filippo Zana      | Italien                | Team Jayco AlUla        | 27 P.       |
| 6.          | Marco Frigo       | Italien                | Israel-Premier Tech     | 26 P.       |
| 7.          | Alexander Wlassow | Neutrales Banner       | Red Bull-Bora-Hansgrohe | 25 P.       |
| 8.          | David Gaudu       | Frankreich             | Groupama-FDJ            | 24 P.       |
| 9.          | Adam Yates        | Vereinigtes Königreich | UAE Team Emirates       | 22 P.       |
| 10.         | Mauro Schmid      | Schweiz                | Team Jayco AlUla        | 20 P.       |

| Nachwuchswertung | Nachwuchswertung       | Nachwuchswertung       | Nachwuchswertung           | Nachwuchswertung  |
| Fahrer           | Fahrer                 | Land                   | Team                       | Zeit              |
| ---------------- | ---------------------- | ---------------------- | -------------------------- | ----------------- |
| 1.               | Mattias Skjelmose      | Dänemark               | Lidl-Trek                  | 76 h 48 min 23 s  |
| 2.               | Carlos Rodríguez       | Spanien                | Ineos Grenadiers           | + 8 s             |
| 3.               | Florian Lipowitz       | Deutschland            | Red Bull-Bora-Hansgrohe    | + 1 min 08 s      |
| 4.               | Matthew Riccitello     | Vereinigte Staaten     | Israel-Premier Tech        | + 1 h 08 min 07 s |
| 5.               | Max Poole              | Vereinigtes Königreich | Team dsm-firmenich PostNL  | + 1 h 20 min 24 s |
| 6.               | Valentin Paret-Peintre | Frankreich             | Decathlon-AG2R La Mondiale | + 1 h 33 min 52 s |
| 7.               | Giovanni Aleotti       | Italien                | Red Bull-Bora-Hansgrohe    | + 1 h 42 min 29 s |
| 8.               | Isaac Del Toro         | Mexiko                 | UAE Team Emirates          | + 1 h 46 min 23 s |
| 9.               | Mauri Vansevenant      | Belgien                | Soudal Quick-Step          | + 1 h 50 min 51 s |
| 10.              | Junior Lecerf          | Belgien                | Soudal Quick-Step          | + 2 h 00 min 08 s |

| Mannschaftswertung | Mannschaftswertung         | Mannschaftswertung           | Mannschaftswertung |
| Team               | Team                       | Land                         | Zeit               |
| ------------------ | -------------------------- | ---------------------------- | ------------------ |
| 1.                 | UAE Team Emirates          | Vereinigte Arabische Emirate | 229 h 44 min 30 s  |
| 2.                 | Red Bull-Bora-Hansgrohe    | Deutschland                  | + 37 min 44 s      |
| 3.                 | Decathlon-AG2R La Mondiale | Frankreich                   | + 1 h 25 min 43 s  |
| 4.                 | Team Visma \| Lease a Bike | Niederlande                  | + 1 h 36 min 43 s  |
| 5.                 | Groupama-FDJ               | Frankreich                   | + 2 h 07 min 05 s  |
| 6.                 | Soudal Quick-Step          | Belgien                      | + 2 h 18 min 21 s  |
| 7.                 | Lidl-Trek                  | Vereinigte Staaten           | + 2 h 24 min 34 s  |
| 8.                 | Ineos Grenadiers           | Vereinigtes Königreich       | + 2 h 34 min 59 s  |
| 9.                 | Movistar Team              | Spanien                      | + 2 h 45 min 02 s  |
| 10.                | Equipo Kern Pharma         | Spanien                      | + 2 h 45 min 59 s  |